# Lycalopex gymnocercus
El zorro gris pampeano, zorro de las pampas o aguarachay (Lycalopex gymnocercus) es una especie de mamífero carnívoro de la familia Canidae nativo de las Pampas de América del Sur.
Fue descrito por Fischer en 1814 como Procyon gymnocercus. Posteriormente fue trasladado al género Lycalopex. A mediados de la década de 2010 se podía encontrar escrito como Pseudalopex gymnocercus, sinónimo del nombre aceptado.

## Características

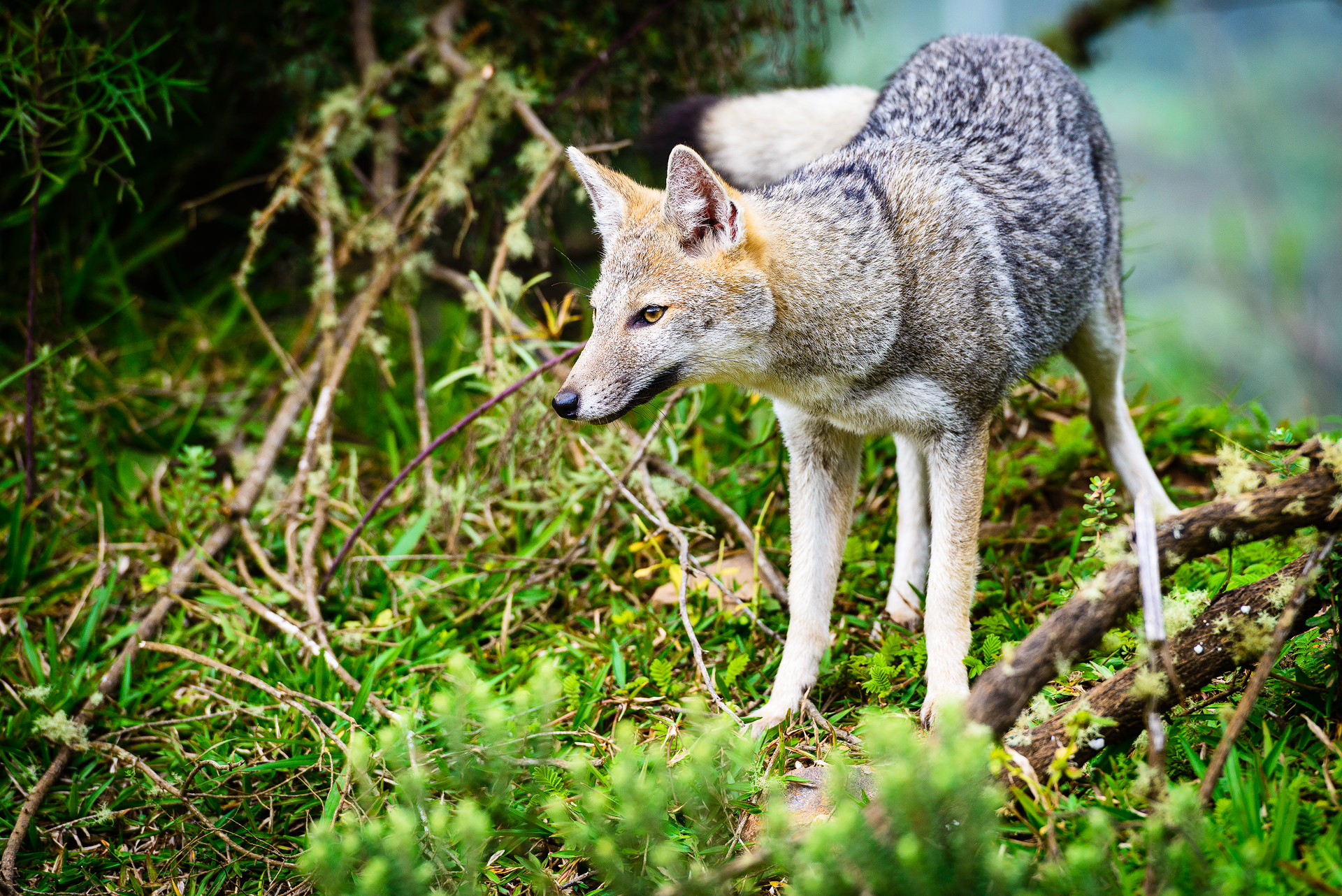
Aguarachay en el parque nacional de Aparados da Serra, en la región sur de Brasil

El zorro de la Pampa es un cánido de tamaño mediano y grisáceo. Su pelaje corto y denso es gris en la mayor parte del cuerpo, con una línea negra que corre por la espalda y la cola. La cabeza y el cuello son rojizos y el hocico es negro hasta las comisuras de la boca, característica que los distingue del similar zorro culpeo (Lycalopex culpaeus). Las orejas son triangulares, anchas y relativamente grandes, rojizas por fuera y blancas por dentro. La cola es relativamente larga y gruesa con una punta negra.
El tamaño corporal y la coloración presentan una amplia variación geográfica; los ejemplares del sur y del oeste son más pequeños y gráciles y con la mezcla amarillenta y negra del pelaje más suave y gris. En general, los adultos miden de 51 a 80 cm y pesan de 2,4 a 8,0 kg; los machos son aproximadamente un 10% más pesados que las hembras.

## Subespecies
Se reconocen tres subespecies y una de ellas no es reconocida por todos los autores, algunos sugieren que L. g. gracilis es una de ellas.
- L. g. gymnocercus - Se encuentra en las praderas subtropicales del noreste de Argentina, Uruguay, este de Paraguay y Bolivia y sureste de Brasil.
- L. g. lordi - Restringido al ecotono de bosque tropical montañoso de Chaco-Yungas en las provincias de Salta y Jujuy.
- L. g. antiquus - Se encuentra en las praderas pampeanas, matorrales de monte y bosques abiertos del espinal en el centro de Argentina, desde las provincias de Córdoba y San Luis hasta el Río Negro y la costa atlántica.

## Hábitat y dieta
El aguarachay habita el Cono Sur de América del Sur y se encuentran en el centro y norte de la Argentina, Uruguay, Paraguay, este de Bolivia y centro y sur de Brasil. Prefiere los ambientes abiertos, las llanuras de césped altas y hábitats subhúmedos a secos. También es común en los espinazos, tierras del matorral secas, bosques abiertos y en hábitats modificados, como pastizales y tierras de cultivo. Es más común por debajo de los 1000 m s. n. m., pero puede habitar los pastizales de la puna hasta los 3500 m s. n. m.
Su dieta es amplia y variada, e incluye pequeños mamíferos, aves del orden Tinamiformes, Passeriformes y Columbiformes, insectos y frutos. También pueden consumir presas más grandes como armadillos, zorrillos, lagartijas, peces, moluscos, cangrejos y escorpiones.

## Comportamiento
Sus hábitos son generalmente crepusculares y nocturnos; sin embargo, pueden mostrar diferentes patrones de actividad, dando preferencia al hábito nocturno en ausencia de otras especies de cánidos, y mostrando actividad diurna cuando viven en simpatría con el zorro de monte (Cerdocyon thous). Viven generalmente una vida solitaria, pero se reúnen en la temporada de apareamiento y cuidan de las camadas.
Son muy activos en los crepúsculos y la noche. Si son capturados como presas, simulan muy bien la rigidez de muerto, cerrando los ojos y cayendo al suelo. Esta cualidad le es muy útil ya que en su hábitat natural convive con animales como el yaguarundí, el jaguar y una variedad de aves rapaces, depredadores veloces que hacen inútil la huida, siendo la astucia la única defensa.[cita requerida]

## Reproduccíon
La reproducción es monógama y ocurre de julio a octubre. Después de un período de gestación de cincuenta y cinco a sesenta días, la madre da a luz una camada de hasta ocho crías. Las crías nacen entre septiembre y diciembre y se destetan alrededor de los dos meses de edad. Las hembras alcanzan la madurez sexual en su primer año y los animales han vivido hasta catorce años en cautiverio.

## Hibridación
En 2023, investigadores de la Universidad Federal de Rio Grande do Sul y de la Universidad Federal de Pelotas anunciaron el descubrimiento de un animal híbrido de perro doméstico y zorro de la Pampa. El animal fue atropellado por un coche en 2021 en el municipio de Vacaria, rescatado por la Patrulla Ambiental y llevado al Hospital Veterinario de la Universidad Federal de Rio Grande do Sul, donde se hizo el descubrimiento. Dado que se trata del primer caso registrado de un híbrido entre un perro doméstico y un cánido nativo de Sudamérica, los investigadores aún no han calculado el impacto de la situación, pero ya abogan por medidas como evitar la presencia de animales domésticos en zonas protegidas.